# سازوکار دفاعی
سازوکار دفاعی عبارت است از واکنش ناخودآگاه خود (من) به عنوان قسمتی از شخصیت به منظور کاهش اضطراب از طریق تغییر در ادراک واقعیت. مکانیسم‌های دفاعی شیوه‌هایی هستند که افراد به‌طور ناخودآگاه در برابر رخدادهای اضطراب‌آور به کار می‌برند، تا از خود در برابر آسیب‌های روانی محافظت کنند. اندیشهٔ به‌کار گرفتن این اعمال دفاعی در سال ۱۸۹۴ توسط زیگموند فروید مطرح شد. به نظر او، سازوکارهای دفاعی موجب کنار زدن افکار متعارض یا ناخوشایند از حیطهٔ هوشیاری شده و به این ترتیب اضطراب را در فرد کاهش می‌دهند. پژوهشگران دریافته‌اند که سلامت روانی با چگونگی به‌کارگیری سازوکارهای دفاعی پذیرفته‌شده ارتباط دارد. افرادی که این سازوکارها را به کار می‌برند با اضطراب به‌خوبی مقابله می‌کنند و پاسخ سازگارانه به کشمکش‌ها می‌دهند. این پژوهشگران همچنین دریافته‌اند که آسیب‌شناسی روانی با به‌کارگیری سازوکارهای دفاعی ناپسند ارتباط دارد.

## تقسیم‌بندی سازوکارهای دفاعی
جورج ویلانت سازوکارهای دفاعی را بر اساس کارآمدی آن‌ها تقسیم‌بندی کرده‌است:

## سازوکارهای سطح نخست یا آسیب‌زا
توانائی کنار آمدن با تهدیدات واقعی را از فرد سلب کرده و درک واقعیت را ناممکن می‌سازند. فرد در این حالت واقعیت را بازآفرینی و بازآرایی می‌کند. از نگاه ناظر، استفاده از این دفاع‌ها نابخردانه است. این دسته شامل انواع زیر است:
- فرافکنی هذیانی: در این سازوکار دفاعی، فرد گمان می‌کند ویژگی منفی‌اش در دیگران به قدری اغراق‌آمیز است که حتی خود او را تهدید می‌کند. مثلاً کسی که خودش به شدت از دیگران نفرت دارد احساس می‌کند دیگران به قدری از او تنفر دارند که قصد دارند او را به قتل برساند.
- تبدیل: عبارت است از تبدیل تعارضات روانی (تکانه‌های سرکوب شده) به نشانه‌های جسمی به منظور تسکین اضطراب. این علایم می‌تواند شامل نابینایی، فلج شدن، ناشنوایی، تشنج، سردرد، خستگی و تیک‌های عصبی باشد.
- انکار: در این سازوکار دفاعی، فرد جنبه‌ها و بخش‌هایی از واقعیت را که نمی‌تواند به دلیل نامقبول و اضطراب‌آور بودن آن‌ها بپذیرد به شکل ناخودآگاه رد می‌کند، به گونه‌ای که اصلاً وجود آن را انکار می‌کند.
- پاره سازی: فرد اطرافیان خود را به دو گروه عمده خیلی خوب و خیلی بد تقسیم‌بندی می‌کند؛ و همه چیز را سیاه و سفید یا همه یا هیچ می‌بیند. اما این دو گروه مدام جای خود را به یکدیگر می‌دهند. یعنی فردی که در یک زمان بد بوده ناگهان در گروه خیلی خوب قرار می‌گیرد. علت آن عدم توانایی فرد در کنار آمدن با احساسات دوسوگرا می‌باشد.
- تحریف: شکل‌دهی واقعیت به گونه‌ای که با نیازهای درونی فرد سازگار باشد.

## سازوکارهای سطح دوم، بلوغ نیافته یا ناپخته
هم در کودکان و هم در بزرگسالان دیده می‌شود. اما در بزرگسالی، به دلیل این که استفاده از آن‌ها منجر به رفتارهای ناپسند و غیرقابل پذیرش اجتماعی می‌گردد، کمتر استفاده می‌شوند. این دفاع‌ها بزرگسالان را در کنار آمدن بهینه با واقعیت ناتوان می‌سازند. از دید ناظر، افرادی که به این دفاع‌ها متوسل می‌شوند، معمولاً بلوغ نیافته و غیرقابل دسترس می‌نمایند. استفاده مداوم از آن‌ها مشکلات جدی را در کنار آمدن با واقعیت پدیدمی‌آورد. این دسته شامل انواع زیر است:
- برون ریزی یا کنش‌نمایی: فرد، تعارضات هیجانی خود را با انجام کارهایی که به نظرش سبب آرامش می‌شود حل و فصل می‌کند.
- خیال پردازی: فرد به منظور گریز موقت از شرایط دردناک به خیالپردازی روی می‌آورد و آرزوهای دست نیافتنی یا نامقبول خود را به قوه تخیل می‌سپارد.
- آرمانی ساختن: در این سازوکار فرد صفات و ویژگی‌های مثبت را اغراق کرده، خصوصیات منفی را ناچیز شمرده یا نادیده می‌گیرد.
- پرخاشگری انفعالی: فرد خشم خود نسبت به سایر افراد و موقعیت‌ها را معطوف به خود می‌کند و با رفتارهایی نظیر شکست خوردنها، رفتارهای ابلهانه و تحریک‌آمیز به وضوح باعث آزار رساندن به خویش می‌شود.
- فرافکنی: فرد احساسات، افکار، آرزوها و تکانه‌های نامقبول خود را به دیگران نسبت می‌دهد. در این ساز وکار، فرد دو عمل عمده انجام می‌دهد: نخست، دیگران را مسئول اشتباهات و اعمال بد خود می‌داند و آن‌ها را سرزنش می‌کند. دوم، تکانه‌ها، افکار و تمایلات نامقبول خود را با نسبت دادن به دیگران از خود دور کرده و از اضطرابش کاسته می‌شود.
- همانندسازی فرافکنانه: فرد جنبه‌ای از خود را به شخص دیگری فرافکنی می‌کند. سپس به گونه‌ای رفتار می‌کند که او با آن بخش همانندسازی کند و مطابق با بخش فرافکنده شده رفتار کند و در نهایت فرد فرافکن و شخص دریافت‌کننده فرافکنی احساس ایجاد یا یکی بودن می‌کنند.
- جسمانی کردن: فرد در این سازوکار دفاعی، تعارضات روانی خود را به شکل نشانه‌های جسمی بروز می‌دهد. این افراد به صورت اغراق‌آمیزی نگران سلامتی خود هستند.

## سازوکارهای دفاعی سطح سوم یا روان‌نژند
در همهٔ افراد شایع‌اند. این دفاع‌ها در کوتاه مدت مفید بوده اما در بلند مدت منجر به مشکلاتی در روابط، شغل و کامیابی از زندگی می‌گردند. این سازوکارها عبارت‌اند از:
- جابجایی: انتقال احساسات، هیجانات و تکانه‌های اضطراب زا از یک شخص یا شیء تهدیدکننده و غیرقابل دسترس به فرد یا شیء امن تر و قابل پذیرش تر. تخلیه احساسات فروخورده بر سر اهدافی با خطر کمتر.
- گسستگی: تفکیک افکار و فعالیت‌های آسیب زا از بخش اصلی خودآگاه و گریز روانی از شرایط ناخوش آیند از طریق جدا کردن خود از واقعیت. ممکن است تغییر عمده و موقتی در شخصیت و یا هویت به وجود آید. فرد روندهای رفتاری و هیجانی خود را از الگوی رفتاری یا هویت معمول خود جدا می‌سازد.
- خودبیمارانگاری: فرد با وجود برخورداری از سلامت بدنی همچنان خود را بیمار می‌داند و در حالی که معاینات و بررسی‌های پزشکی کامل و همه‌جانبه هیچ مشکلی را نشان نمی‌دهند، فرد قویاً به ابتلا به یک بیماری جدی یا مرگبار معتقد است.
- توجیه عقلی: استفاده مفرط از تفکر و منطق انتزاعی برای پرهیز از احساسات آزار دهنده با تمرکز بر جنبه‌های عقلانی. نادیده گرفتن جنبهٔ احساسی قضایا و پرداختن به تجزیه و تحلیل شناختی آنها.
- جداسازی: فرد جنبه‌های هیجانی فکر یا موضوع را حذف می‌کند یا یک خاطره را با تمام جزییاتش بدون توجه به حالت هیجانی اساسی همراه آن یادآوری می‌کند.
- دلیل‌تراشی: فرد افکار و احساسات و انگیزه‌های خود را نسبت به یک موضوع تغییر می‌دهد و آن‌ها را به افکار و هیجانات و انگیزه‌هایی نسبت می‌دهد که موجه‌تر و مقبول‌ترند. به این ترتیب از اضطراب مربوط به انگیزه و فکر اصلی اجتناب می‌کند.
- واکنش وارونه یا واکنش‌سازی: فرد احساس و نیت خود را به‌طور اغراق‌آمیزی عکس آن چیزی که بوده ابراز می‌کند.
- بازگشت یا واپس‌روی :در این سازوکار دفاعی، شخص به زمان گذشته بر می‌گردد و به مرحله‌ای از زندگی می‌رود که در آن اضطراب کمتری داشته و مسئولیت‌هایش کمتر و سبک‌تر بوده‌است.
- واپس رانی: اصلی‌ترین سازوکار دفاعی است و به معنی جلوگیری از ورود افکار، خاطرات، آرزوها، امیال و تجارب دردناک، ناخوشایند، شرم‌آور و ناپسند به سطح خودآگاه و هشیار است.
- باطل‌سازی: فرد برای رهایی از اضطراب و خنثی کردن عمل یا فکر نادرست خود کارهایی انجام می‌دهد از قبیل عذرخواهی یا اقرار به اشتباه، ابراز پشیمانی، ریاضت کشیدن و پذیرش تنبیه.
- گوشه‌گیری: فرد به صورت ناخودآگاه و برای کاهش اضطراب از اطرافیان خود کناره‌گیری کرده و انزوا طلب می‌شود.

## سازوکارهای سطح چهارم یا بلوغ یافته
این سازوکارهای دفاعی مقبول بوده و از بزرگسالان سالم سر می‌زنند و نشانگر سلامت روان فرد هستند. این سازوکارها عبارت اند از:
- نوع دوستی: خدمت‌رسانی و یاری رساندن به دیگران به‌طور سازنده که رضایت فردی را به دنبال دارد. فرد از واکنش مثبت دیگران خشنود شده و احساس خوبی پیدا می‌کند.
- پیش‌بینی: فرد با پیش‌بینی رویدادهای احتمالی آینده و در نظر گرفتن واکنش‌ها و راه حل‌های واقع گرایانه و جایگزین از اضطراب خود می‌کاهد.
- شوخی یا شوخ‌طبعی: فرد با تأکید بر جنبه‌های جالب و طنزگونهٔ عامل اضطراب‌آمیز با آن کنار می‌آید.
- همانندسازی: تمایلی ناخودآگاه به جذب و اقتباس ویژگی‌های شخصیتی فرد یا گروهی دیگر به ویژه خانواده یا افراد مهم.
- درون‌فکنی: نوع شدید همانندسازی است که در آن فرد ارزش‌ها و ویژگی‌های فرد یا گروه دیگر را جذب ساختار «خود» می‌کند.
- والایش: فرایند ناخودآگاه حل آرزوهای ناکام از طریق فعالیت‌هایی که از نظر اجتماعی مقبول و مورد پذیرش است.
- سرکوب: فرایندی خودآگاه و ارادی است که در آن فرد خواسته‌ها و امیال خود را مهار می‌کند، یا به‌طور موقت خاطرات ناراحت‌کننده را کنار می‌گذارد و به آن‌ها نمی‌اندیشد.
- لجندری : بدون نیاز به عملگرایی در وهله اول و تست برطرف کردن انواع چالش های روبرو به صورت ذهنی به تمامی روشهای ممکن و انتخاب بهترین و سریعترین راه برای عمل کردن .